# Ново-Огарьово

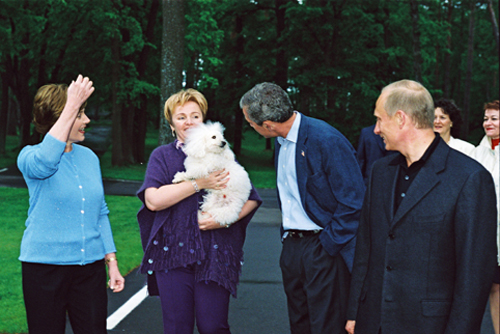
Володимир Путін з дружиною Людмилою з американським президентом Джорджем Бушем і його дружиною Лорою, 24 травня 2002

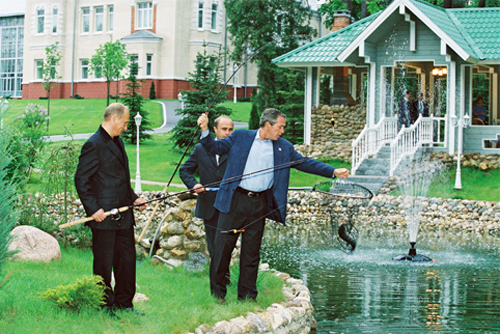
З Президентом США Джорджем Бушем під час рибалки (2002)

Но́во-Огарьо́во (рос. Ново-Огарёво) — державна резиденція вищих урядових осіб РФ, розташована поблизу села Усово Одинцовського району (місцевість Рубльовка) за 10 км на захід від Москви.

## Історія
Двоповерхова садиба князя Сергія Олександровича була збудована наприкінці XIX століття в стилі англійської готики.
У 1950-ті садибу перебудували для голови Ради Міністрів СРСР Георгія Маленкова.
З часу правління Микити Хрущова резиденція використовувалась для прийняття закордонних урядових делегацій та як заміський будинок Генерального секретаря ЦК КПРС.
У 1991 тут відбувалися переговори по створенню проекту нового союзного договору, що увійшли в історію як Новоогарьовський процес. Після розпаду СРСР майже 10 років резиденція не використовувалась.
З 2000 тут постійно проживає та працює Володимир Путін, оскільки після закінчення президентського терміну маєток залишився закріплений за ним.